# Sugar Hill (Nuevo Hampshire)
Sugar Hill es un pueblo ubicado en el condado de Grafton en el estado estadounidense de Nuevo Hampshire. En el Censo de 2010 tenía una población de 563 habitantes y una densidad poblacional de 12,65 personas por km².

## Geografía
Sugar Hill se encuentra ubicado en las coordenadas 44°13′6″N 71°48′1″O / 44.21833, -71.80028. Según la Oficina del Censo de los Estados Unidos, Sugar Hill tiene una superficie total de 44.51 km², de la cual 44.04 km² corresponden a tierra firme y (1.06%) 0.47 km² es agua.

## Demografía
Según el censo de 2010, había 563 personas residiendo en Sugar Hill. La densidad de población era de 12,65 hab./km². De los 563 habitantes, Sugar Hill estaba compuesto por el 96.09% blancos, el 0% eran afroamericanos, el 0% eran amerindios, el 1.95% eran asiáticos, el 0% eran isleños del Pacífico, el 0.53% eran de otras razas y el 1.42% pertenecían a dos o más razas. Del total de la población el 1.78% eran hispanos o latinos de cualquier raza.